# Macaduma samoënsis
Macaduma samoënsis är en fjärilsart som beskrevs av Willie Horace Thomas Tams 1935. Macaduma samoënsis ingår i släktet Macaduma och familjen björnspinnare. Inga underarter finns listade i Catalogue of Life.